# Провозная способность

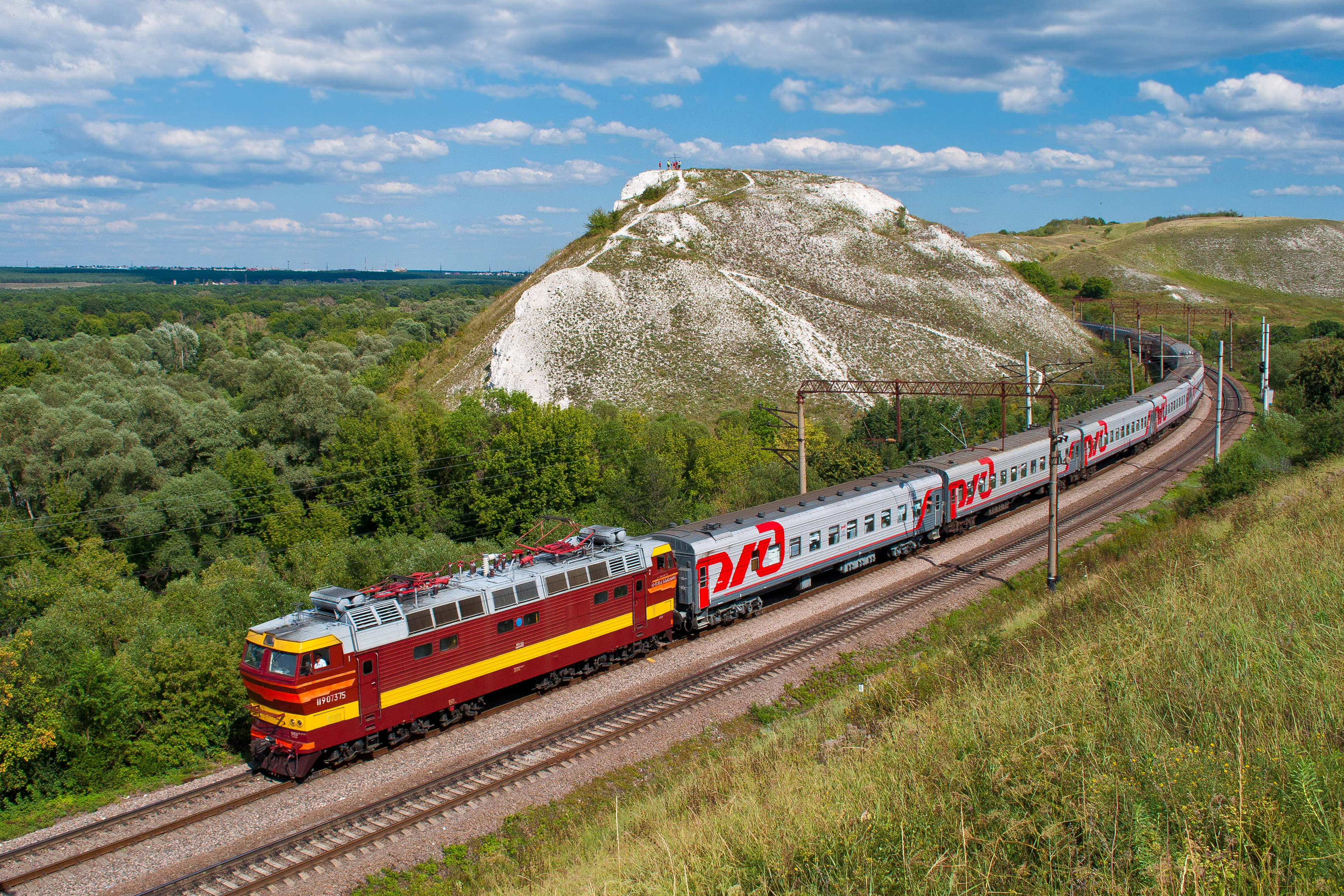
Пассажирский поезд, ведомый электровозом ЧС4^{т}, на фоне горы Шатрище (Воронежская область).

Провозная способность (Провозоспособность) — характеристика, показывающая способность какого-либо вида транспорта перевезти определённое количество пассажиров (грузов) по одной полосе движения в единицу времени.
В другом источнике указано что Провозная способность дороги есть то количество груза, которое данная дорога при имеющемся подвижном составе может перевозить ежесуточно. Данный показатель способствует проведению анализа эффективного использования (эксплуатации, производительности) того или иного вида транспорта, путей движения и иного.

## История
С развитием цивилизаций происходило и развитие его транспортного обеспеченья. Появилась наука с различными отраслями, а также появлялись новые виды и типы транспорта, совершенствовалось его использование и научное обоснование для его применения в различных краях (странах), в структуре государства, в климатических условиях и так далее. Так для проектирования, эксплуатации путей сообщения стал использоваться показатель «Провозная способность». Например: на железнодорожном транспорте (в зависимости от конструкции), при его использовании в горной местности довольно значительная провозная способность имеется у канатных железных дорог и так далее. 
На начало XX столетия, в военном деле России, провозоспособность дороги слагалась из её пропускной и подъемной способностей, и для ускорения мобилизации и быстрого сосредоточения войск, вырабатывались меры к увеличению пропускной и подъёмной способности соответственных железных дорог.
Например, в настоящее время, для увеличения провозной способности Восточного полигона (входят БАМ и Транссиб), идёт расшив «узких мест», то есть модернизация отдельных участков Ж/Д которая включает строительство вторых путей, мостовых переходов, тоннелей, реконструкции станций, других зданий и сооружений. По сравнению с 2013 годом провозная способность Восточного полигона уже выросла вдвое — с 90 000 000 до 180 000 000 тонн в год, и планируется, что провозная способность, к 2030 году, составит 210 000 000 тонн. 
Ниже представлена провозная способность, по видам городского пассажирского транспорта (максимально осваиваемый пассажиропоток в одном направлении)
| Провозная способность, тыс. пасс./час | Вид транспорта                                                |
| ------------------------------------- | ------------------------------------------------------------- |
| 90                                    | Электропоезда (технологически достижимое предельное значение) |
| 75                                    | Метрополитен (8 вагонов)                                      |
| 15                                    | Легкорельсовый транспорт (в обособленном режиме движения)     |
| 15                                    | Скоростной трамвай (внеуличные участки ЛРТ)                   |
| 9*                                    | Трамвай (в общем потоке или на частично обособленном полотне) |
| 3                                     | Троллейбус                                                    |
| 3                                     | Автобус                                                       |
| 6-75                                  | Монорельс                                                     |
| 3                                     | Полоса личного автотранспорта при равномерном движении        |

Провозная способность транспорта служит основным параметром, определяющим места транспортных систем в структуре городских перевозок. Транспортные системы с малой провозной способностью, такие как монорельсовые системы, используются как экскурсионный и подвозочный транспорт в зоне аэропортов, автобусные и троллейбусные системы служат подвозочным транспортом к магистральным видам транспорта, имеющим большую провозную способность — скоростному трамваю, метрополитену и электропоездам.
Особое место в этой системе занимает трамвай: как рельсовый транспорт он имеет потенциально большую провозную способность, однако в случае работы в общем потоке с автотранспортом она резко снижается. Поэтому в современных транспортных системах он используется, как подвозочный в зоне жилой застройки (наравне с автобусом и троллейбусом) с последующим выходом на магистраль, обособленную от постороннего транспорта, где он выполняет уже магистральные функции.